# Мухамедове супруге
Жене пророка Мухамеда, или Мухамедове жене, биле су жене удате за исламског пророка Мухамеда. Муслимани, изузев Шија, често користе израз Мајке верника пре или након што их помену, у знак поштовања, изразом који је изведен из Курана.
Мухамед је био моногаман 25 година када се оженио првом супругом Кадиџом бин Кувајлид. Након њене смрти 619. године, он се временом оженио бројним женама, већином удовицама, ради породичних веза и како би их обезбедио након што су његови асхаби (другови) умрли. Његов живот традиционално се дели на две епохе: пре хиџре, у Меки, граду у западној Арабији (570-622. године), и после хиџре, у Медини (622-632). Сва осим два његова брака склопљени су после преласка у Медину.
Од његових 13 жена, само су му две родиле децу: Кадиџа и Марија Коптска.

## Позадина

### Циљеви
У арапској култури, брак је склапан у складу са већим потребама племена и заснован је на потреби да се створе савези унутар племена и са другим племенима. Девичанство у тренутку склапања брака наглашавано је као племенска част.
Монтгомери Ват наводи да су сви Мухамедови бракови имали политички аспект јачања пријатељских веза и да су се заснивали на арапском обичају. Џон Еспозито истиче да су неки бракови Мухамеда имали за циљ да обезбеде средства за живот удовицама. Напоменуо је да је поновни брак био тежак удовицама у друштву које је истицало невиност пре брака. Франсис Едвард Петерс каже да је тешко направити генерализације о Мухамедовим браковима: многи од њих су били политички, неки саосећајни, а неки можда и из љубави.
Циљеви Мухамедових бракова описани су као:
1. Помагање удовица његових другова.
2. Стварање породичних веза између њега и његових другова (Мухамед се оженио кћерима Ебу Бекра и Умара, а Утман и Али су се венчали његовим ћеркама. Зато је имао породичне везе са свом четворицом првих калифа).
3. Ширење поруке обједињавањем различитих кланова браком.
4. Све већи кредибилитет и извори за преношење његовог приватног породичног живота. Да је имао само једну жену, тада би на њој била огромна одговорност да пренесе Мухамедова приватна дела обожавања и породичног живота, а људи би је покушали дискредитовати говорећи да уништава кредибилитет ових пракси. Међутим, код више жена било је много више извора за знање што отежава њихову дискредитацију. Стога су његови бракови дали више жена прилику да уче и подучавају ствари из његовог приватног живота.

Мухамедов први брак био је у доби од око 25 година са 40-годишњом Кадиџом. Живео је у моногамији са њом 25 година, након чега се верује да је имао више супруга из горе наведених разлога. С изузетком Ајше, Мухамед се женио само удовицама и разведеницама или заробљеницима. Мухамедов први брак трајао је 25 година.

### Терминологија
Мајка верника је појам којим се свака од Мухамедових жена временом почела називати, као симбол поштовања. Термин је изведен из Курана (33,6) и примењује се на све жене: Пророк је верницима ближи од њих самих, а његове жене су (као) њихове мајке".

## Породични живот
Мухамед и његова породица су живели у малим становима у околини џамије у Медини. Сваки од њих био је око мета и по широк и два метра дуг, а висина је била висина просечног мушкарца. Ћебад су коришћена уместо завеса, да заклоне врата. Према сведочењу Анаса бин Малика: Пророк је посећивао своје жене редом, дању и ноћу и било их је једанаест.
Иако су Мухамедове жене имале посебан статус мајки верника, он им није дозвољавао да користе његов статус пророка да би стекле посебан третман у јавности.

## Мухамедови бракови

### Кадиџа бин Кувајлид
У доби од 25 година, Мухамед се оженио својим богатим послодавцем, 40-годишњом кћерком трговца. Она је са Мухамедом имала четворо деце. Овај први брак био би и срећан и моногаман; Мухаммед се на много начина ослањао на Кадиџу, све до њене смрти 25 година касније. Имали су два сина, Касима и Абдулаха (који су имали надимке ал-Тахир и ал-Тајиб), обојица су умрли млади, и четири ћерке - Заинаб, Рукају, Ум Култум и Фатиму. Шијатски учењаци оспоравају очинство Кадиџиних кћери, јер прве три виде као кћери из претходних бракова, а само Фатиму као ћерку Мухамеда и Кадиџе. Током њиховог брака, Кадиџа је купила роба Заид ибн Харитаха, а затим је усвојила младића као свог сина на Мухамедов захтев. Абу Талиб и Кадиџа су преминули исте године након што су са Мухамедом живели у Шаеб е Аби Талибу. Мухамед је ту годину прогласио годином туге.

### Хиџра

#### Савда бинт Заʿа
Прие него што је отишао у Медину, Кавла бин Хаким му је сугерисао да се ожени Савдом бин Замом, која је претрпела многе тешкоће након што је постала муслиманка. Пре тога, Савда је била удата за њеног рођака по имену Ас-Сакран бин 'Амр и имала је пет или шест синова. Постоје неслагања у муслиманској традицији да ли је Мухамед прво оженио Савду или Ајшу, али Савда се обично сматра његовом другом женом, а она је живела са њим пре него што се Ајша придружила домаћинству. Према једном сведочењу, оженио се Савдом у Шавалу, када је она имала десетак година, у десетој години Пророковог живота, након смрти Кадиџе. Отприлике у истом периоду Ајша је била заручена за њега.
Како је Савда старила, и неко време након Мухамедовог брака са Ум Саламом, неки извори тврде да се Мухамед желео развести од Савде. Неке традиције тврде да Мухамед није имао намеру да се од ње разведе, већ се само Савда бојала или мислила да ће он то учинити. Ибн Катир каже да се Мухамед бринуо да ће Савда бити узнемирена због тога што ће се морати такмичити са толико млађих супруга и понудио јој је да се разведе. Савда је понудила да се да своје брачне посете Мухамеда Ајши, која јој је била веома драга, рекавши да је стара и да јој није стало до мушкараца; једина јој је жеља била да устане на Судњи дан као једна од његових жена. Док неки историчари ислама ову причу наводе као разлог откривења, наводећи Куран 4:128, други, попут Рашида Риде, оспоравају читав овај извештај као слабо подржан или мурсал.

#### Ајша бин Ебу Бекр
Ајша је била ћерка Мухамедовог блиског пријатеља Ебу Бекра. Прво је била заручена за Јубаира ибн Мутиму, муслимана чији је отац, иако паган, био пријатељски расположен према муслиманима. Када је Кавла бин Хаким предложио да се Мухаммед ожени Ајшом након смрти прве супруге, Кадиџе, претходни споразум који се односио на брак Ајше са ибн Мутимом прекинут је уз обострану сагласност.
Већина традиционалних извора каже да је Ајша била заручена за Мухамеда у доби од шест или седам година, али она је остала у кући својих родитеља до девете или десете године, према Ибн Хишаму, када је брак са Мухамедом, који је тада имао 53 године, био конзумиран у Медини. Многи научници у модерно доба оспоравали су овај след догађаја. И Ајша и Савда, његове две супруге, добиле су станове у близини Пророкове џамије.
Према сунитском веровању, Ајша је била изузетно учена и радознала. Њен допринос ширењу Мухамедове поруке био је изванредан и служила је муслиманској заједници 44 године након његове смрти. Позната је и по томе што је приповедала 2210 хадиса, не само о питањима која се односе на Мухамедов приватни живот, већ и на теме попут наслеђивања, ходочашћа, есхатологије, између осталог. Била је веома цењена због свог интелекта и знања из различитих области, укључујући поезију и медицину, која је добила много похвала од стране раних учењака, као што су историчар Ал-Зухри и њен ученик Урва ибн ал-Зубејр.

### Удовице из рата са Меком

#### Хафса бин Омар и Зејнаб бин Кузајма
Током муслиманског рата са Меком, многи мушкарци су убијени остављајући за собом удовице и сирочад. Хафса бин Омар, Омарова ћерка, постала је удовица после битке на Бедру, када је њен супруг Кунаис ибн Худхаифа убијен у акцији. Мухамед се оженио њоме 625. године. Зејнаб бин Кузајма је такође удовица из битке код Ухада. Била је супруга Убајдах ибн ал-Харитха, вераног муслимана из племена ал-Муталиб, за које је Мухамед имао посебну одговорност. Када јој је муж умро, Мухамед је желео да је обезбеди и оженио је у 626. године. Она је добила надимак Ум Ал-Масакен (отприлике у преводу Мајка сиромашних), због своје љубазности и доброчинства.
Близу Ајшином узрасту, две младе супруге, Хафса и Зејнаб, су лепо примљене у домаћинство. Савда, која је била много старија, своју је мајчинску добронамерност проширила на млађе жене. Ајша и Хафса имале су трајно пријатељство. Што се тиче Зајнабе, она се разболела и умрла је око три месеца након склапања брака.

#### Хинд бин сухаил (Ум Салама)
Зејнабина смрт поклопила се са смрћу Абу Салама, побожног муслимана и Мухамедовог својеног брата, услед рана у бици код Ухуда. Удовица Абу Салама, Ум Салама Хинд бин сухаил, кћи Атике, такође одана муслиманка, није имала никога осим своје мале деце. Извештава се да је њен безобзирни положај ожалостио муслимане, а након свог иџата, неки муслимани су јој предложили брак; али она је одбила. Када јој је Мухамед предложио брак, она је одлагала из три разлога: тврдила је да пати од љубоморе и указала је на изглед неуспешног брака, старост и младу породицу којој је била потребна подршка. Али Мухамед је одговорио да ће се молити Богу да је ослободи љубоморе, да је и он био у старости и да је њена породица попут његове породице. Удала се за Мухамеда крајем 626. године.

#### Рајхана бин Зејед
Године 626. Мухамед се оженио Рајханом бин Зајед, која је била Јеврејка из племена Бану Надир, поробљена заједно са другима након пораза племена Бану Кураиза.

### Унутрашњи раздор
Након последње борбе Мухамеда против његових непријатеља из Меке, он је скренуо пажњу на заустављање напада Бану Мусталика на Медину. Током ове препирке, мединански дисиденти, прикривајући Мухамедов утицај, покушали су да га нападну у осетљивијим областима његовог живота, укључујући и његов брак са Зајнаб бин Јахш и инцидент у којем је Ајша напустила свој логор да тражи изгубљену огрлицу, и вратла се са Мухамедовим пратиоцем.

#### Зајнаб бин Јахш
Зајнаб бин Јахш била је Мухамедова рођака, ћерка једне од сестара његовог оца. У Медини Мухамед је уредио брак удовице Зајнабе са његовим усвојеним сином Зајед ибн Харитахом. Цезар Е. Фарах наводи да је Мухамед био одлучан у успостављању легитимитета и права на једнак третман усвојене деце. Зајнаб није прихватила брак, а њена браћа су га одбацила, јер је према Ибн Саду била аристократског рода, а Зајед бивши роб. Ват наводи да није јасно зашто се Зајнаб није хтела удати за Заједа јер га је Мухамед високо ценио. Он постулира да се Зајнаб, као амбициозна жена, већ надала да ће се удати за Мухамеда; или да је можда желела да се уда за некога кога Мухамед није одобрио из политичких разлога. Према Маудудију, након што је објављен курански ајет [Куран 33:36], Зејнаб је прихватила и удала се за Заједа.
Зајнабин брак био је нехармоничан. Према Вату, готово је сигурно да је желела брак са Мухамедом пре краја 626. Зејнаб се облачила у журби када су јој рекли да је "Божји посланик пред вратима". Она скочи у журби и узбуди дивљење Божијег Посланика тако да се он окрену од ње мрмљајући нешто што се једва може разумети. Међутим, отворено је рекао: "Слава Богу Свемогућем! Слава Богу, који ствара срца да се окрећу!" Зајнаб је рекла Заједу о овоме, а он је понудио да се разведе од ње, али Мухамед му је рекао да је задржи. Прича доста наглашава Зајнабину перципирану лепоту. Номани сматра да је ова прича гласина. Ват сумња у тачност овог дела приповедања, јер се он не јавља у најранијем извору. Он сматра да, чак и ако постоји основа чињеница која стоји у причи, то би било претерано у току преношења, јер су каснији муслимани волели да тврде да у исламу није било целибата и увреде. Родинсон се не слаже са Ватом тврдећи да је прича наглашена у традиционалним текстовима и да то не би изазвало негативан коментар или критику.
Мухамед, плашећи се јавног мишљења, у почетку није желео да се ожени Зајнабом. Брак би се њиховим савременицима чинио инцестуозним јер је она бивша супруга његовог усвојеног сина, а усвојени синови сматрани су исто као и биолошки синови. Према Вату, ова концепција инцеста била је повезана са старим праксама које припадају нижем, комунистичком нивоу породичних институција у којима се тачно није знало очинство детета; Одлука Мухамеда да ожени Зајнаб био је покушај разбијања постојања предисламске идеје над понашањем мушкараца у друштву. Куран,[Куран 33:37] међутим, указивао је да је тај брак дужност коју му је наметнуо Бог. Подразумевало је да је третирање усвојених синова као правих синова неупитно и да би сада требало да дође до потпуног раскида са прошлошћу. Тако је Мухамед, уверен да је довољно снажан да се суочи са јавним мишљењем, наставио да одбацује ове табуе. Када је дошло до завршетка Зејнабиног чекања, Мухамед се оженио њоме. Утицајна фракција у Медини, која се у исламској традицији звала Мунафик (Лицемери), је заиста критиковала брак као инцестуозан. Покушавајући да поделе муслиманску заједницу, они су проширили гласине као део стратегије напада на Мухамеда преко његових жена. Према Ибн Катиру, релевантни курански ајети били су божанско одбацивање приговора Лицемера. Према Родинсону, сумњичавци су тврдили да су стихови тачно у сукобу са друштвеним табуима и превише су фаворизирали Мухамеда. Изношење ових стихова, дакле, није окончало неслагање.

#### Инцидент са огрлицом
Ајша је пратила Мухамеда у његовој бици са Бану Мусталиком. На путу назад, Ајша је изгубила огрлицу коју је посудила од своје сестре Есме бинт Ебу Бекр (вредан комад накита), а Мухамед је захтевао да се војска заустави како би се могла пронаћи. Огрлица је пронађена, али током истог путовања Ајша је поново изгубила. Овог пута, она је тихо исклизнула у потрази за њом, али док ју је нашла, караван је кренуо даље. На крају ју је одвео кући Сафван бин Муатал.
Прошириле су се гласине да се десило нешто непристојно, иако за то није било сведока. Настали су спорови и заједница је била подељена на фракције. У међувремену, Ајша је била болесна и није била свесна прича. У почетку, сам Мухамед није био сигуран у шта да верује, али на крају се веровао Ајшином прокламовању невиности. На крају су откривени стихови суре Нур, утврђујући њену невиност и осуђујући клевету. Иако је епизода била мучна и за Мухамеда и за Ајшу, на крају је ојачала њихову међусобну љубав и поверење.
Према шииту, Алами Табатабаи, откривање суре Нур припада Марији ал-Кибтији, другој Мухамедовој жени. Такође, тачност инцидента, који се не приписује ниједној Мухамедовој жени, не потврђује шиитски учењак Насер Макарем Ширази, јер је Мухамедова исма повређена.

### Помирење

#### Јувајрија бин ал-Харит
Једна од заробљеника пребитке са Бану Мусталиком била је Јувајрија бин ал-Харит, која је била ћерка поглавара племена. Њен супруг, Мустафа бин Сафван, погинуо је у бици. Првобитно је заробњена као плен Мухамедовог пратиоца Табита инб Кајс ибн Ал-Шама. Након што је поробљена, Јувајрија је отишла Мухамеду тражећи да она - као ћерка господара Мусталика - буде пуштена, али је Пророк то одбио. У међувремену, њен отац је пришао Мухамеду са откупом како би јој осигурао пуштање, али је Мухамед опет одбио да је пусти. Мухамед јој је тада понудио да се уда за њега и она је прихватила. Када је постало познато да су саплеменици Мусталика били рођаци Пророка кроз брак, муслимани су почели да ослобађају своје заробљенике. Дакле, Мухамедов брак резултирао је слободом готово сто породица које је недавно заробио.

#### Сафија бин Хујеиј ибн Актаб
Сафија бин Хујеиј била је племићка жена, ћерка Хујаиј ибн Актаба, поглавара јеврејског племена Бану Кураиза, убијеног у бици за ров. Била је удата прво за песника Салама ибн Мишкама, који се од ње развео, а затим за Кенана ибн ал-Рабија, заповедника. 628. године, у бици код Кајбара, Бану Надир је поражен, њен муж погубљен, а она узета као заробљеник. Мухамед ју је ослободио заробљеништва и предложио брак, што је Сафија прихватила. Према Мартину Лингсу, Мухамед је дао Сафији избор да се врати пораженом Бану Надиру, или да постане муслиманка и да се уда за њега, а Сафија се одлучила за потоњи избор.
Према једном хадиту, Мухамедови савременици су веровали да је због високог статуса Сафије било погодно да буде ослобођена и удата за Мухамеда. Модерни научници верују да се Мухамед оженио Сафијом као део помирења са јеврејским племеном и као геста добре воље. Џон Еспозито каже да је брак можда био политички или да учвршћује савезништво. Хајкал сматра да је Мухамедова маниризма и брак са Сафијом делимично умањио њену трагедију, а делом како би сачувао њихово достојанство, и упоређује ове поступке са претходним освајачима који су се венчавали ћеркама и супругама краљева које су поразили. Према неким, женидбом Сафијом, Мухамед је имао за циљ да оконча непријатељство и непријатељство између Јевреја и муслимана.
Мухамед је убедио Сафију да пређе у ислам. Према Ал-Бајхакију, Сафија је у почетку била љута на Мухамеда јер су јој убили и оца и супруга. Мухамед је објаснио: Твој отац је нахушкао Арапе против мене и починио грозна дела. На крају се Сафија ослободила горчине против Мухамеда. Према Абу Јали ал-Мавсили, Сафија је почела да цени љубав и част коју јој је дао Мухамед, и рекла: Никада нисам видела добродушнију особу ид Алаховог Посланика. Сафија је остала одана Мухамеду до његове смрти.
Према исламској традицији, Сафија је била лепа, стрпљива, интелигентна, учена и њежна, те је поштовала Мухамеда као Алаховог Посланика. Муслимански научници наводе да је имала много добрих моралних квалитета. Описана је као понизни поклоник и побожна верница. Ибн Катир је рекао да је била једна од најбољих жена у њеном поклоништву, побожности, аскетизму и доброчинству. Према Ибн Саду, Сафија је била велика добротворка и великодушна. Давала је и трошила све што је имала; поклонила је кућу коју је имала док је још била жива.
Уласком у Мухамедово домаћинство, Сафија се спријатељила са Ајшом и Хафсом. Такође, нудила је поклоне Фатими. Неким Мухамедовим женама поклонила је драгуље које је понела са собом из Кајбара. Међутим, неке друге жене лоше су говориле о Сафијном јеврејском пореклу. Мухамед је интервенисао, показујући свима да је Сафијин муж Мухамед, отац Арон, а стриц Мојсије, осврћући се на угледне пророке.
Мухамед је једном отишао у хаџилук са свим својим женама. На путу је Сафијина камила клекнула, јер је била најслабија у каравану, а Сафија је почела да плаче. Мухамед јој је пришао и обрисао сузе својом хаљином и рукама, али што је више тражио да не плаче, она је више плакала. Када је Мухамед био смртно болестан, Сафија је била дубоко узнемирена. Рекла му је: Волела бих да ја патим уместо тебе.

#### Рамла бин Аби Суфјан (Ум Хабиба)
Исте године, Мухамед је потписао мировни уговор са својим меканским непријатељима, Курејши су заправо окончали ратно стање између две стране. Убрзо потом се оженио ћерком курејшског вође, Абу Суфјана ибн Харба, са циљем да даље помири своје противнике. Послао је предлог за брак Рамли бин Аби Суфјан, која је била у Абесинији у време када је сазнала да јој је супруг умро. Претходно је прешла у ислам (у Меки) против воље свог оца. Након пресељења у Абесинију, њен супруг је прешао на хришћанство. Мухамед је послао 'Амр бин Омаија Ад-Дамрија са писмом за Негуша, тражећи од њега Ум Хабибину руку - то је било у Мухарему, у седмој години хиџре.

#### Марија Коптска
Марија ал-Кибтија била је египатска коптска хришћанка, послата као поклон Мухамеду од Мукавкиса, византијског званичника и родила му сина по имену Ибрахим, који је умро у детињству.

#### Мајмуна бин ал-Харит
Као део споразума у Худајбији, Мухамед је посетио Меку ради мањег ходочашћа. Тамо му је Мајмуна бин ал-Харит предложила брак. Мухамед је прихватио и оженио Мајмуну, сестру његовог дугогодишњег савезника, Абаса. Оженивши је, Мухамед је успоставио родбинске везе са бану Макзумом, његовим претходним противницима. Пошто му Меканци нису дозволили да више остане, Мухамед је напустио град, повевши Мајмуну са собом. Првобитно име јој је било Бара, али пророк ју је назвао Мајмуна, што значи благословена, јер је и његов брак са њом обележио први пут у седам година када је могао ући у своју родну Меку.

### Мухаммадове удовице
Према Курану, Бог је забранио икоме да ожени Мухамедове жене, због њиховог поштовања и части, након што је он умро. 
 Ни за вас није тачно да треба да изнервирате Алаховог Посланика или да се у свако доба удате за његове жене. [Куран 33:53] 
 Опсег Мухамедове имовине у време његове смрти није јасан. Иако се Куран [2.180] јасно бави питањима наслеђивања, Ебу Бекр, нови вођа муслиманског умета, одбио је да Мухамедову имовину подели међу удовицама и наследницима, рекавши да је чуо Мухамеда како говори:
Ми (Пророци) немамо наследника; оно што остављамо за собом је (да се даје у) добротворне сврхе.
Мухамедова удовица Хафса играла је улогу у сабирању првог рукописа Курана. Након што је Ебу Бекр прикупио копију, поклонио ју је Хафси, која је чувала све док је Утман није узео, копирао је и дистрибуирао по муслиманским земљама.
Неке од Мухамедових удовица биле су политички активне у Исламској држави након Мухамедове смрти. На пример, Сафија је помагала калифи Утману током његове опсаде. Током прве фитне, неке жене су такође изабрале страну. Ум Салама је, на пример, стала на страну Алије и послала њеног сина Умара у помоћ. Последња Мухамедова супруга, Ум Салама, доживела је да чује за трагедију код Карбале, 680. Умрла је исте године. Гроб Мухамедових жена налази се на гробљу ал-Баки, у Медини.

## Временска линија Мухамедових бракова
Вертикалне линије у графику показују, по хронолошком редоследу, почетак Пророковог пута, хиџру, и Битку на Бедру.

### Мухамедове жене
- Al-Shati, Bint (децембар 2006). The wives of the Prophet. Matti Moosa (trans.), D. Nicholas Ranson. Gorgias Press LLC. ISBN 978-1-59333-398-0.

### Жене у исламу
- Mernissi, Fatima (прво објављено 1987. на француском, 1991. у енглеском преводу). The Veil and the Male Elite; A Feminist Interpretation of Women's Rights in Islam. Addison-Wesley (now Perseus Books). Проверите вредност парамет(а)ра за датум: |date= (помоћ)
- Khadduri, Majid (1978). „Marriage in Islamic Law: The Modernist Viewpoints”. American Journal of Comparative Law. The American Society of Comparative Law. 26 (2): 213—218. JSTOR 839669. doi:10.2307/839669.
- Freyer Stowasser, Barbara (1996). Women in the Qur'an, Traditions, and Interpretation. Oxford University Press. ISBN 978-0-19-511148-4.

### Опште
- Ramadan, Tariq (2007). In the Footsteps of the Prophet: Lessons from the Life of Muhammad. Oxford University Press. ISBN 978-0-19-530880-8.
- Peters, Francis Edward (2003). Islam: A Guide for Jews and Christians. Princeton University Press. ISBN 978-0-691-11553-5.
- Peters, Francis Edward (2003b). The Monotheists: Jews, Christians, and Muslims in Conflict and Competition. Princeton University Press. ISBN 978-0-691-11461-3. ASIN: B0012385Z6.
- Peterson, Daniel (2007). Muhammad, Prophet of God. Wm. B. Eerdmans Publishing Company. ISBN 978-0-8028-0754-0.
- Esposito, John (1998). Islam: The Straight Path. Oxford University Press. ISBN 978-0-19-511233-7.
- Guillaume, Alfred (1955). The Life of Muhammad: A Translation of Ibn Ishaq's Sirat Rasul Allah. Oxford University Press. ISBN 978-0-19-636033-1.
- Wessels, Antonie (1972). A modern Arabic biography of Muḥammad: a critical study of Muḥammad Ḥusayn Haykal's Ḥayāt Muḥammad. Brill Archive. ISBN 978-90-04-03415-0.
- Haykal, Muhammad Husayn (1976). The Life of Muhammad.
- Lings, Martin (1983). Muhammad: his life based on the earliest sources. Inner traditions international.
- al-Mubarakpuri, Safi ur Rahman (1979). Ar-Raheeq Al-Makhtum. Muslim World League.
- Nomani, Shibli (1970). Sirat Al-Nabi. Pakistan Historical Society.
- Reeves, Minou (2003). Muhammad in Europe: A Thousand Years of Western Myth-Making. NYU Press. ISBN 978-0-8147-7564-6.
- Rodinson, Maxime (1971). Muhammad. Allen Lane the Penguin Press. ISBN 978-1-86064-827-4.
- Watt, William Montgomery (1956). Muhammad at Medina. Clarendon Press. ISBN 978-0-19-577286-9.[мртва веза]
- Watt, William Montgomery (1974). Muhammad: Prophet and Statesman. Oxford University Press. ISBN 978-0-19-881078-0.